# Куриляк, Михаил Антонович
Михаил Антонович Куриляк (28 августа 1966, Лановцы, Тернопольская область) — советский и украинский футболист, нападающий.

## Биография
Взрослую карьеру начал в 1984 году в клубе второй лиги СССР «Шахтёр» (Караганда), провёл в нём два с половиной сезона. В сентябре 1984 года в составе «Шахтёра» принял участие в международном матче против сборной Лаоса (3:0) и забил два гола. В ходе сезона 1986 года перешёл в «Ниву» (Тернополь). В 1988 году выступал за «Спорт» (Таллин), затем провёл ещё три сезона в составе тернопольского клуба. В советский период играл только за клубы второй лиги, всего провёл 203 матча и забил 27 голов (из них за «Ниву» — 119 матчей и 15 голов).
После распада СССР играл во второй лиге Украины за «Сокол» (Бережаны) и в первой — за «Скалу» (Стрый), а также числился в клубе высшей лиги «Буковина» (Черновцы). Осенью 1993 года выступал в России за «Сахалин» (Холмск), покинувший по итогам сезона первую лигу России.
Часть сезона 1995 года провёл в клубе высшей лиги Латвии «Амстриг» (Рига), сыграл 11 матчей и забил два гола. Весной 1997 года играл за аутсайдера первой лиги Украины «Кристалл» (Чортков). В 1998 году выступал за клуб высшей лиги Казахстана «Химик» (Степногорск), провёл 7 матчей. В конце карьеры играл за любительские клубы Украины и Германии.